# Guazzino
Guazzino (già Santa Maria delle Grazie alla Castellina) è una frazione del comune italiano di Sinalunga, nella provincia di Siena, in Toscana.

## Geografia fisica
La frazione di Guazzino è situata a metà strada tra Sinalunga a ovest e Bettolle a est, ed è delimitata a meridione dal corso del torrente Foenna e a settentrione dal tracciato della strada statale 715 Siena-Bettolle.

## Storia
Secondo la tradizione, il borgo prenderebbe il nome da un certo Guazzino di Montepulciano, signore di queste terre, e dal figlio di lui, Duccio di Guazzino, ricordato in un documento del 19 febbraio 1310.
La frazione conobbe un significativo sviluppo a partire dalla prima metà del XX secolo, grazie alla presenza di cave di creta e al loro sfruttamento in seguito alla costruzione di grandi fornaci di laterizi, quali la Montemartino e le Tempora.

## Monumenti e luoghi d'interesse
- Pieve di Santa Maria delle Grazie (XVIII secolo)

## Società

### Tradizioni e folclore
A Guazzino ogni anno il 25 marzo veniva festeggiata la Madonna delle Rocche, con le ragazze della frazione che offrivano in dono a Maria le "rocche" colme della canapa e della seta filata, e un gran falò che veniva acceso di fronte alla chiesa. A partire dal 1969 è stato istituito il Palio delle Rocche e la festività religiosa limitata ad una processione il giovedì antecedente alla seconda domenica dopo Pasqua. Le tre contrade del paese (Casaccia, Fontana e Torri) si contendono il palio con l'effigie della Madonna sfidandosi tra loro in una corsa con i carretti.